# Lysina
Lysina (słow. Sedlo Lysina; 1029 m n.p.m.) – przełęcz w Górach Czerchowskich w północno-wschodniej Słowacji.

## Położenie, charakterystyka
Przełęcz znajduje się we wschodniej części głównego grzbietu Gór Czerchowskich, pomiędzy szczytami Veľká Javorina (1099 m n.p.m.) od strony pd.-wsch. i Solisko (1057 m n.p.m.) od strony pn.-zach. W rejonie przełęczy od grzbietu głównego odgałęzia się w kierunku pn. krótki grzbiet boczny, opadający przez szczyt Panteliš (899 m n.p.m.) nad wieś Kríže.
Siodło przełęczy jest płytkie, szerokie, lecz grzbiet w tym miejscu jest dość wąski. Stoki opadające spod przełęczy są dość strome, zwłaszcza te opadające ku pd.-zach. W kierunku pn.-wsch. spod przełęczy spływa bezimienny dopływ potoku Slatvinec (prawobrzeżny dopływ Topli), natomiast w kierunku pd.-zach. – potok Tokáreň, będący dopływem Ľutinki (lewobrzeżny dopływ Torysy).

## Znaczenie komunikacyjne
Przełęcz nie ma znaczenia komunikacyjnego. Prowadzą przez nią jedynie leśne ścieżki, łączące doliny wspomnianych wyżej potoków.

## Turystyka
Przełęcz jest węzłem szlaków turystycznych. Głównym grzbietem Gór Czerchowskich przez przełęcz biegną niebieskie  znaki szlaku turystycznego z Minčola na Čergov. Z północy, wspomnianym grzbietem przez Panteliš, wychodzą na przełęcz z miejscowości Kríže znaki  zielone, które następnie sprowadzają na pd.-wsch. doliną potoku Tokáreň do doliny Ľutinki powyżej Majdanu (górny przysiółek wsi Olejníkov).